# Hermes
Hermes (em grego:  Ἑρμής, transl.: Hermés) era, na mitologia grega, um dos deuses olímpicos, filho de Zeus e de Maia, e possuidor de vários atributos. Divindade muito antiga, já era cultuado na história pré-Grécia antiga possivelmente como um deus da fertilidade, dos rebanhos, da magia, da divinação, das estradas e viagens, entre outros atributos. Ao longo dos séculos seu mito foi extensamente ampliado, tornando-se o mensageiro dos deuses e patrono da ginástica, dos ladrões, dos diplomatas, dos comerciantes, da astronomia, da eloquência e de algumas formas de iniciação, além de ser o guia das almas dos mortos para o reino de Hades, apenas para citarem-se algumas de suas funções mais conhecidas. Com o domínio da Grécia por Roma, Hermes foi assimilado ao deus Mercúrio, e através da influência egípcia, sofreu um sincretismo também com Tot, surgindo o personagem de Hermes Trismegisto. Ambas as assimilações tiveram grande importância, criando rica tradição e perpetuando sua imagem através dos séculos até a contemporaneidade, exercendo significativa influência sobre a cultura do ocidente e de certas áreas orientais em torno do Mediterrâneo, chegando até a Pérsia e a península arábica.
As primeiras descrições literárias sobre Hermes datam do período arcaico da Grécia, e mostram-no nascendo na Arcádia. Já no primeiro dia de vida realizou várias proezas e exibiu vários poderes: furtou cinquenta vacas de seu irmão Apolo, inventou o fogo, os sacrifícios, sandálias mágicas e a lira. No dia seguinte, perdoado pelo furto das vacas, foi investido de poderes adicionais por Apolo e por seu pai Zeus, e por sua vez concedeu a Apolo a arte de uma nova música, sendo admitido no Olimpo como um dos grandes deuses. Mais tarde inúmeros outros escritores ampliaram e ornamentaram sua história original, tornando-o até um demiurgo, e surgiram múltiplas versões dela, não raro divergentes em vários detalhes, preservando-se porém suas linhas mais características. Foi um dos deuses mais populares da Antiguidade clássica, teve muitos amores e gerou prole numerosa. Com o advento do Cristianismo, chegou a ser comparado a Cristo em sua função de intérprete da vontade do Logos. As figuras de Hermes e de seu principal distintivo, o caduceu, ainda hoje são conhecidas e usadas por seu valor simbólico, e vários autores o consideram a imagem tutelar da cultura ocidental contemporânea.

## Etimologia
Hermes aparentemente foi citado pela primeira vez em tabuletas escritas em Linear B pela civilização Micênica, datadas em mais de mil anos antes de Cristo, mas a identificação do nome não é clara, e sua etimologia é de toda forma controversa. Para alguns ela é simplesmente desconhecida, ou não tem origem grega. Pode ter derivado de hermeneus, que significa intérprete. Platão, dando voz a Sócrates, tentou estabelecer uma origem do nome, dizendo que Hermes estava ligado ao discurso, à interpretação e à transmissão de mensagens, todas atividades ligadas ao poder da fala (eirein), e segundo supunha no curso do tempo eirein havia sido embelezada e transformada em Hermes. A ideia mais corrente é que tenha derivado de herma, um altar ou marco de estrada que lhe era dedicado desde tempos remotos. Guthrie e Nilsson acreditam que significa "aquele do monte de pedras", a forma primitiva das hermas, mas esta origem também é disputada.

## Seu mito

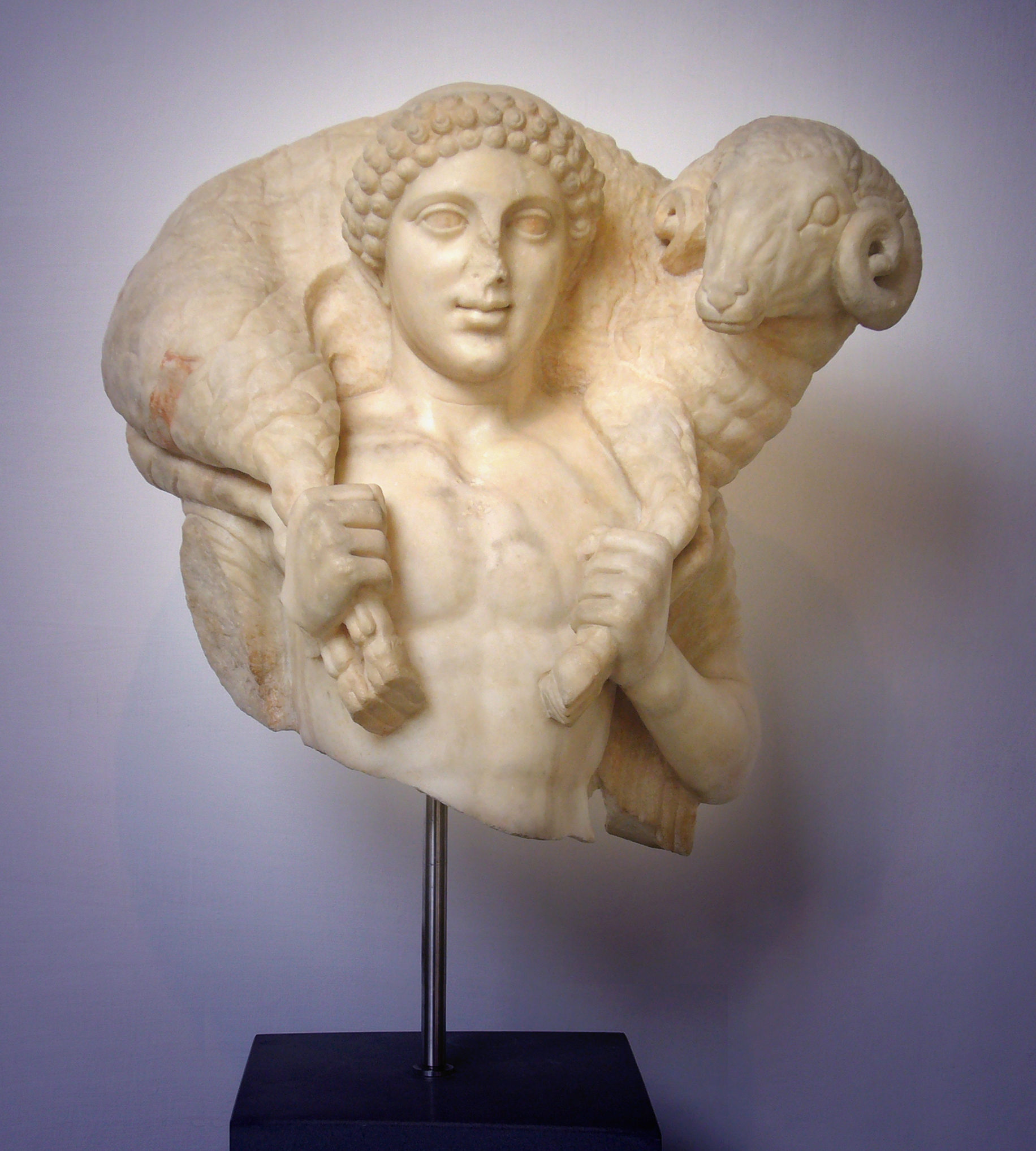
Hermes Crióforo (o que leva o cordeiro), cópia tardo-romana de original grego do século V a.C.. Museu Barracco, Roma

As origens do mito de Hermes são incertas, e as opiniões variam entre considerá-lo um deus autóctone, cultuado desde o Neolítico, ou como uma importação asiática, talvez através de Chipre ou da Cilícia bem antes do início dos registros escritos na Grécia. O que parece certo é que seu culto estava estabelecido na Grécia desde uma época bastante remota, provavelmente fazendo dele um deus da natureza, dos agricultores e dos pastores. É possível também que tenha sido desde o início uma divindade com atributos xamânicos, ligados à divinação, à expiação, à magia, aos sacrifícios, à iniciação e ao contato com outros planos de existência, num papel de mediador entre os mundos visível e invisível. Seja como for, tornou-se um dos deuses mais presentes em toda a mitologia grega, e dificilmente algum dos mitos principais não conta com a sua participação, assumindo uma grande quantidade de epítetos, formas e atributos. Entre as funções mais comumente ligadas a ele na literatura grega estão as de ser o mensageiro dos deuses, e o deus das habilidades da linguagem, do discurso eloquente e persuasivo, das metáforas, da prudência e da circunspecção, também das intrigas e razões veladas, da fraude e do perjúrio, da sagacidade e da ambiguidade, por isso era patrono dos oradores, dos arautos, dos embaixadores e diplomatas, dos mensageiros e dos ladrões. Como inventor, diz-se que havia inventado o fogo, a lira, a sírinx, o alfabeto, os números, a astronomia, uma forma especial de música, as artes da luta, da ginástica e do cultivo da oliveira; as medidas, os pesos e várias outras coisas. Pela sua constante mobilidade e outras qualidades intelectuais e relacionais, foi considerado o deus do comércio e do intercâmbio social, da riqueza advinda dos negócios, especialmente do enriquecimento súbito ou inesperado, das viagens, das estradas e encruzilhadas, das fronteiras e das condições limítrofes ou transitórias, da mudanças, dos umbrais, dos acordos e contratos, da amizade, da hospitalidade, do intercurso sexual; era o deus do jogo de dados, dos sorteios, da boa sorte; dos sacrifícios e dos animais sacrificiais, dos rebanhos e pastores, da fertilidade da terra e do gado. Seu ministério a Zeus não se resumia à condição de mensageiro, mas fora incumbido ainda de conduzir a sua carruagem e servir a sua taça, por isso era o deus dos banquetes. Também era quem levava as almas dos mortos para o Hades, e quem dirigia os sonhos enviados aos mortais por Zeus. Em aspectos limitados, era também um deus da medicina, associado a Higeia e capaz de restaurar a virilidade, afastar pragas, ajudar o parto e curar com certas plantas.

### Fontes gregas

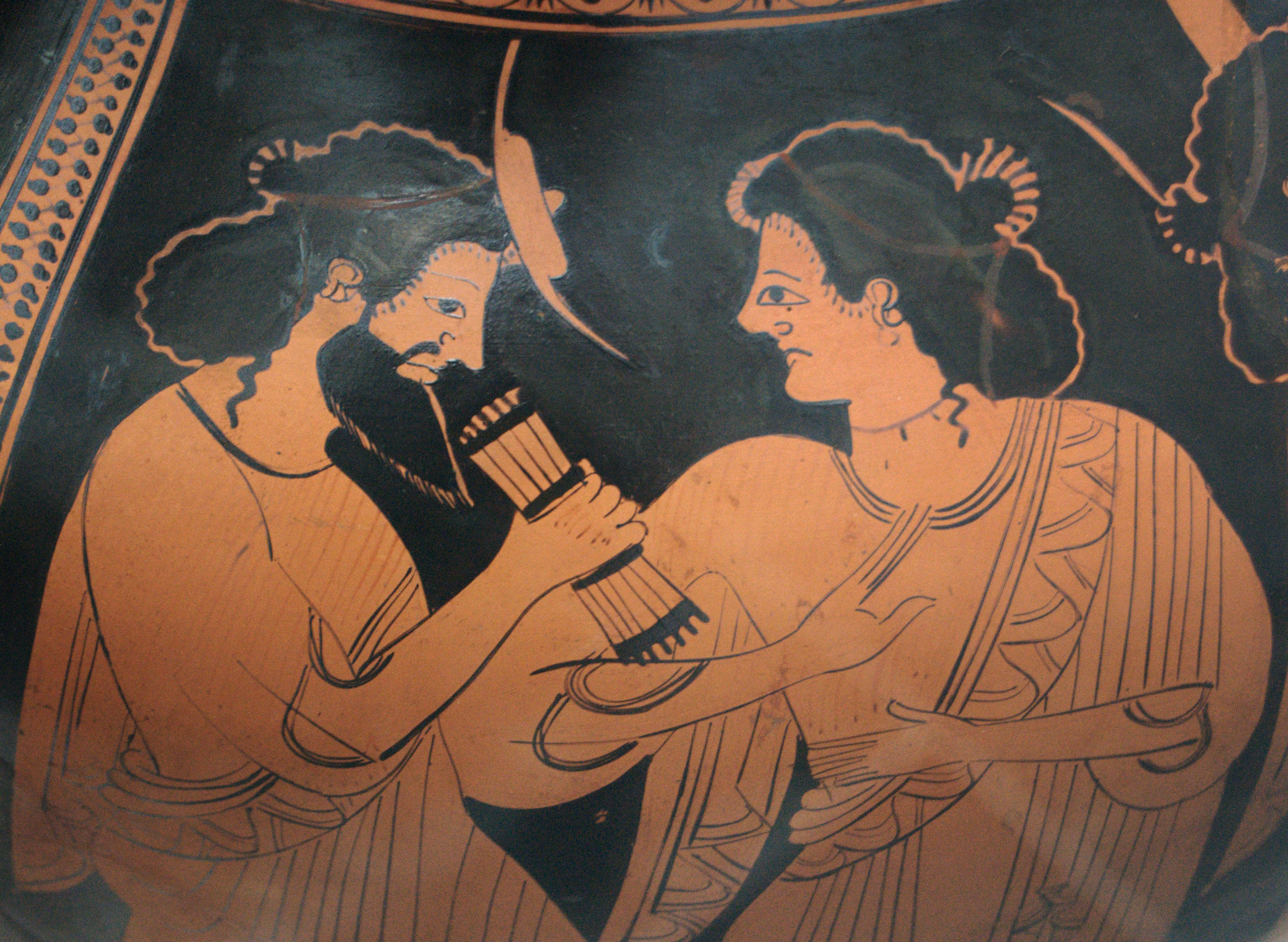
Nicóxeno: Hermes e sua mãe Maia, detalhe de ânfora ática. c. Coleções Estatais de Antiguidades, Munique

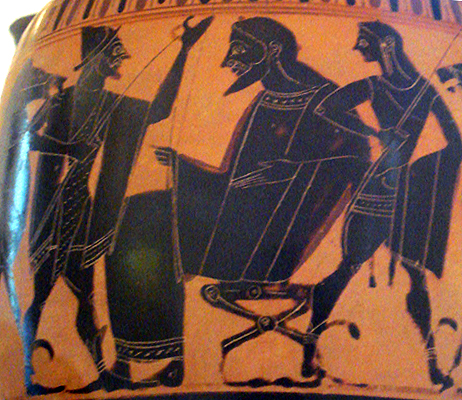
Amásis: Hermes diante de Zeus, junto com outro jovem possivelmente Ganimedes. Detalhe de um lécito de Gela. c. 575– Museu Arqueológico Regional de Palermo

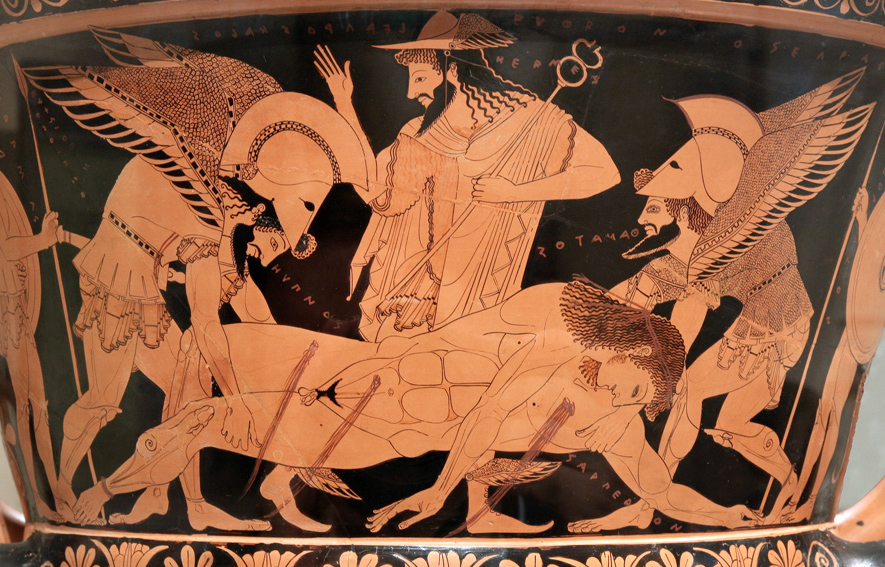
Eufrônio: Hermes vela o corpo de Sarpedão, carregado por Hipnos e Tânatos. O seu caduceu aparece na forma primitiva, detalhe da Cratera de Eufrônio, vaso de c. Metropolitan Museum of Art, Nova Iorque

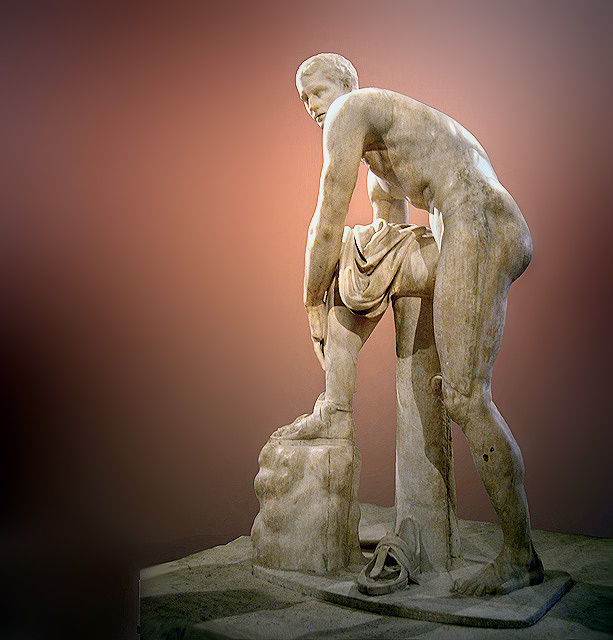
Hermes amarrando sua sandália, cópia romana de original do fim do século IV a.C., talvez de Lísipo

### O Hermes romano: Mercúrio

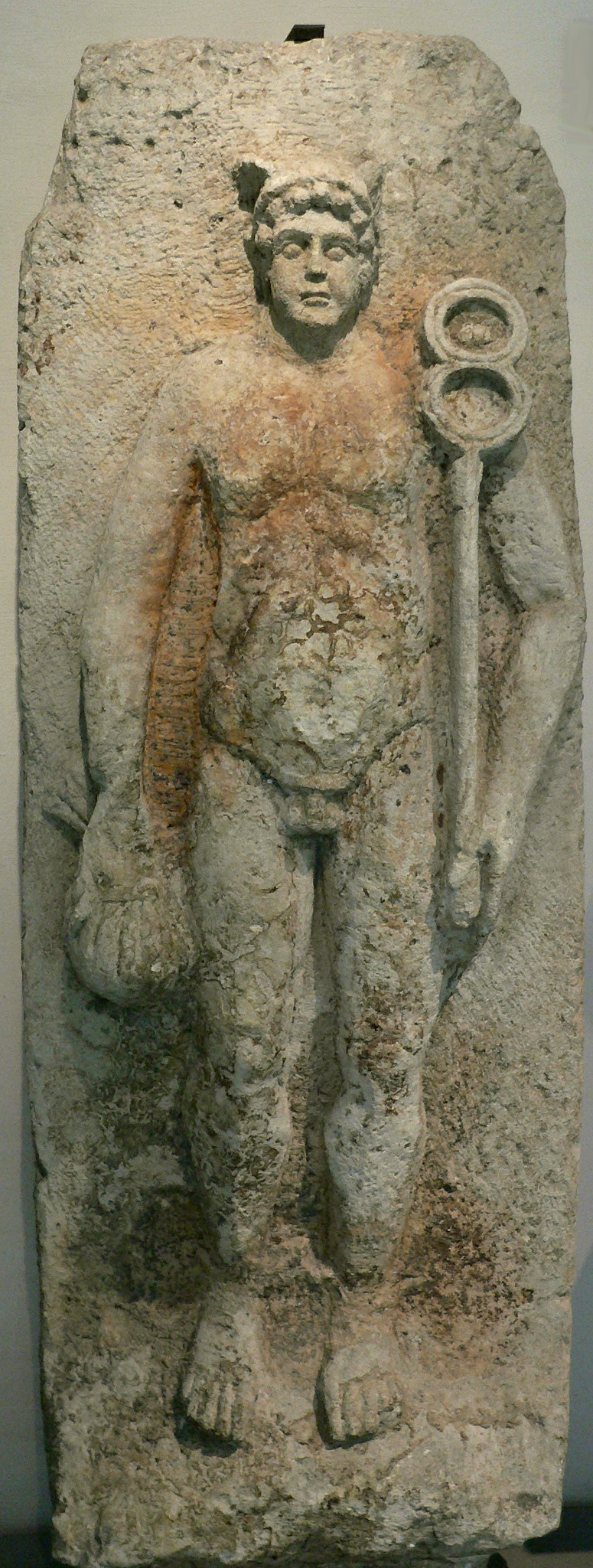
Estela de Mercúrio, obra galo-romana. Museu Carnavalet, Paris

### Recepção do mito nas Idades Média e Moderna

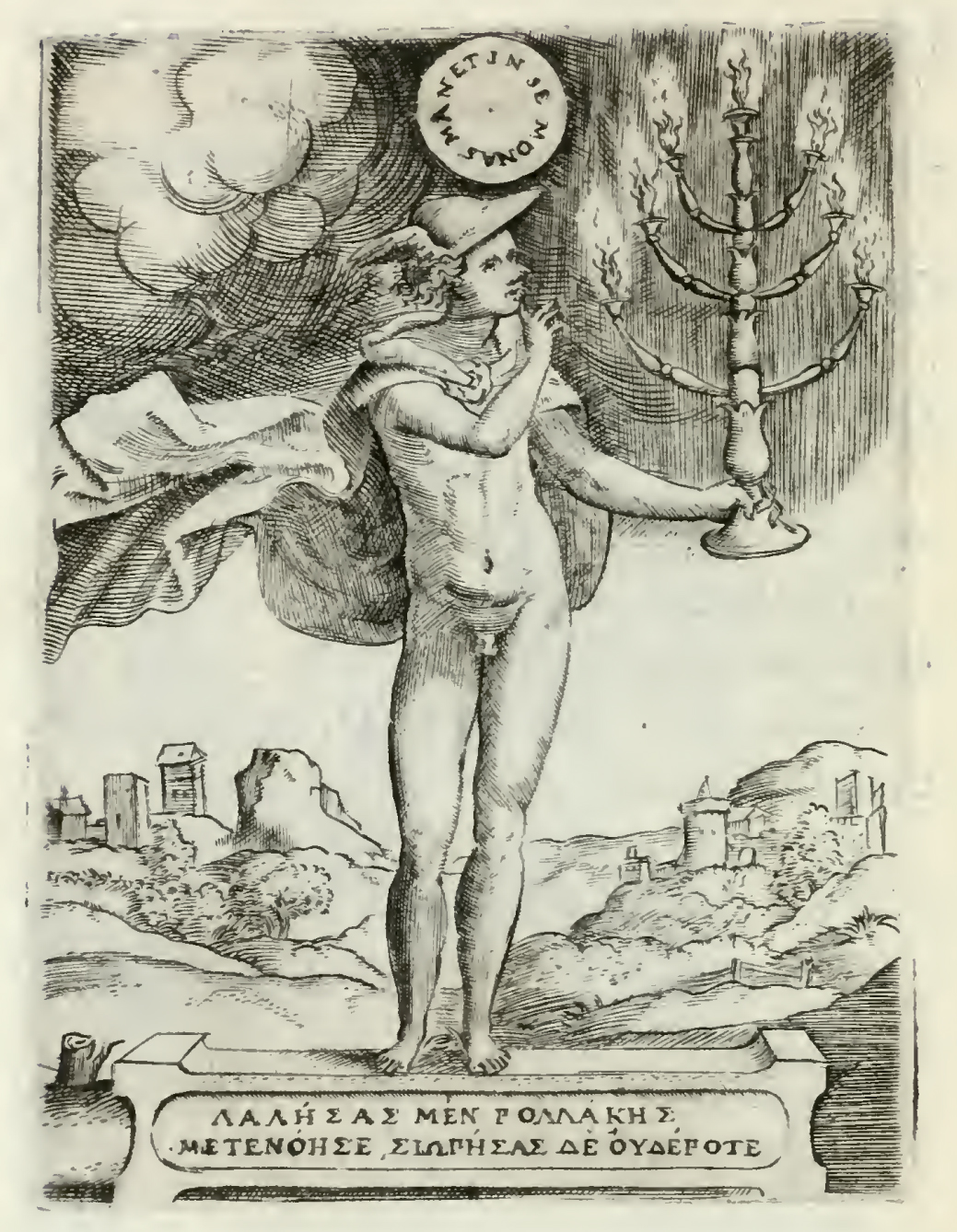
Ilustração do Symbolicarvm qvaestionvm de vniuerso genere, 1574, de Achille Bocchi, com a imagem de Hermes como o intérprete do conhecimento universal

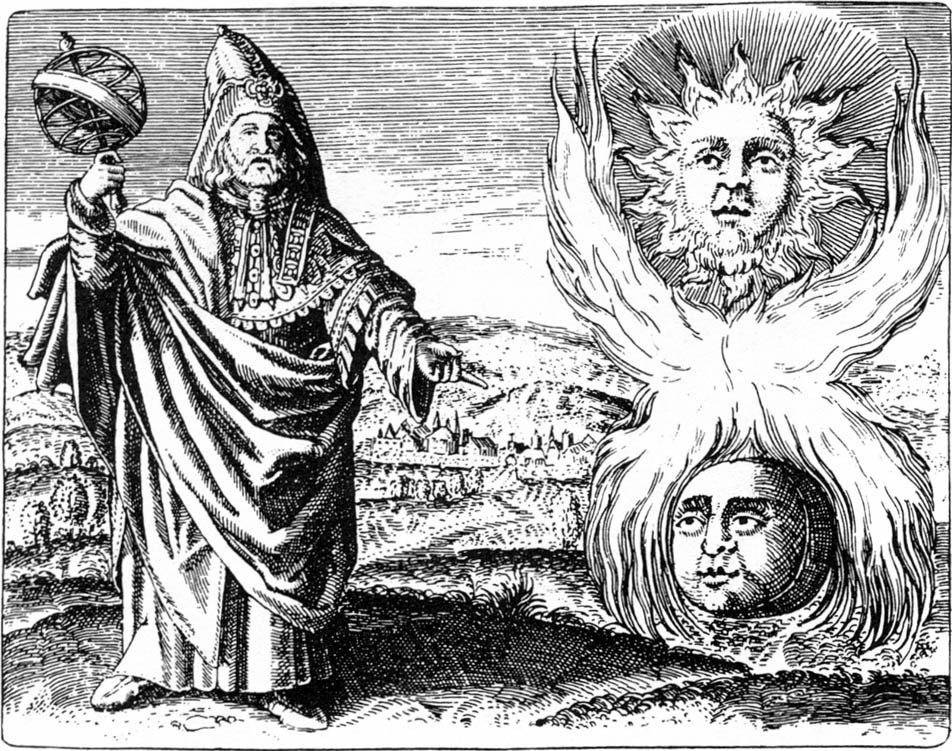
Ilustração do tratado alquímico Viridarium chymicum, 1624, de Daniel Stolz von Stolzenberg, com a figura de Trismegisto e símbolos herméticos

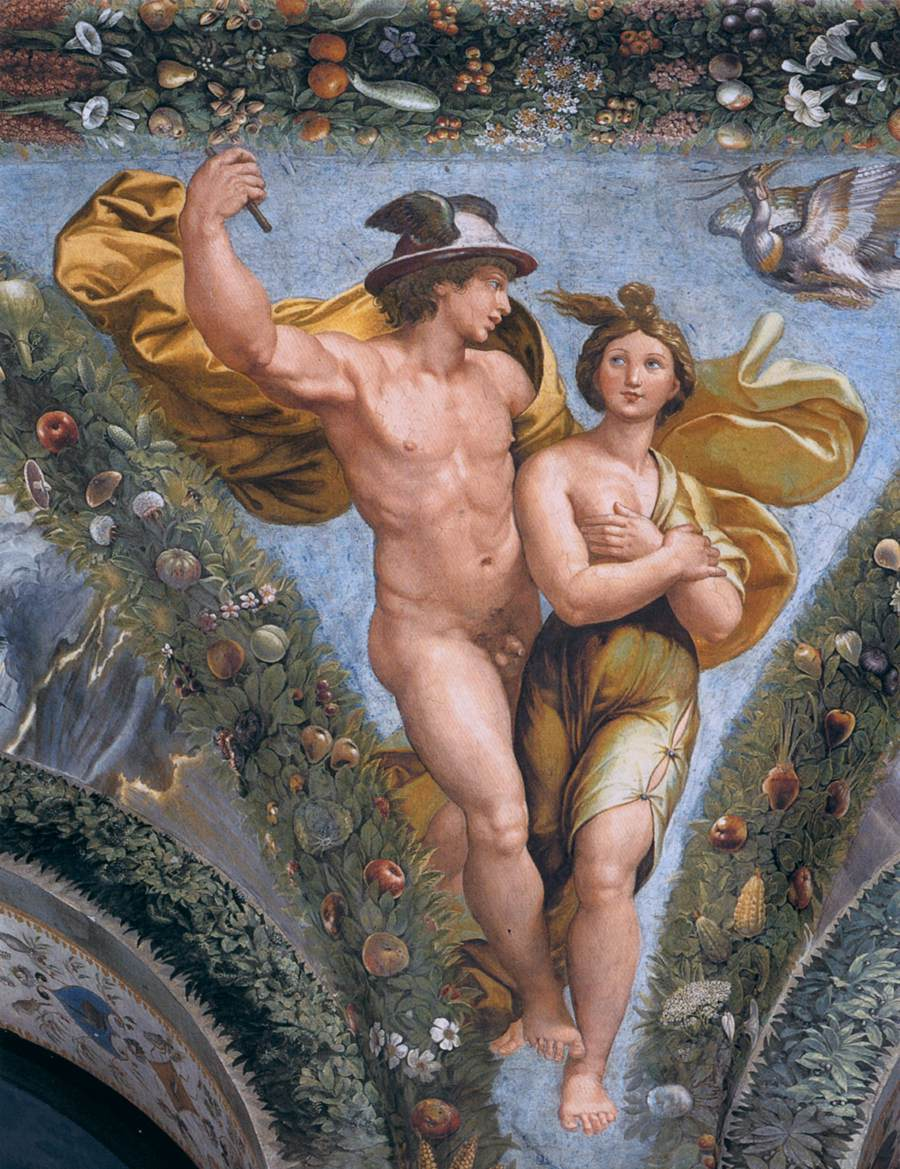
Rafael Sanzio: Hermes leva Psique para o Olimpo, 1517-1518, Villa Farnesina, Roma

## Ligações e descendência

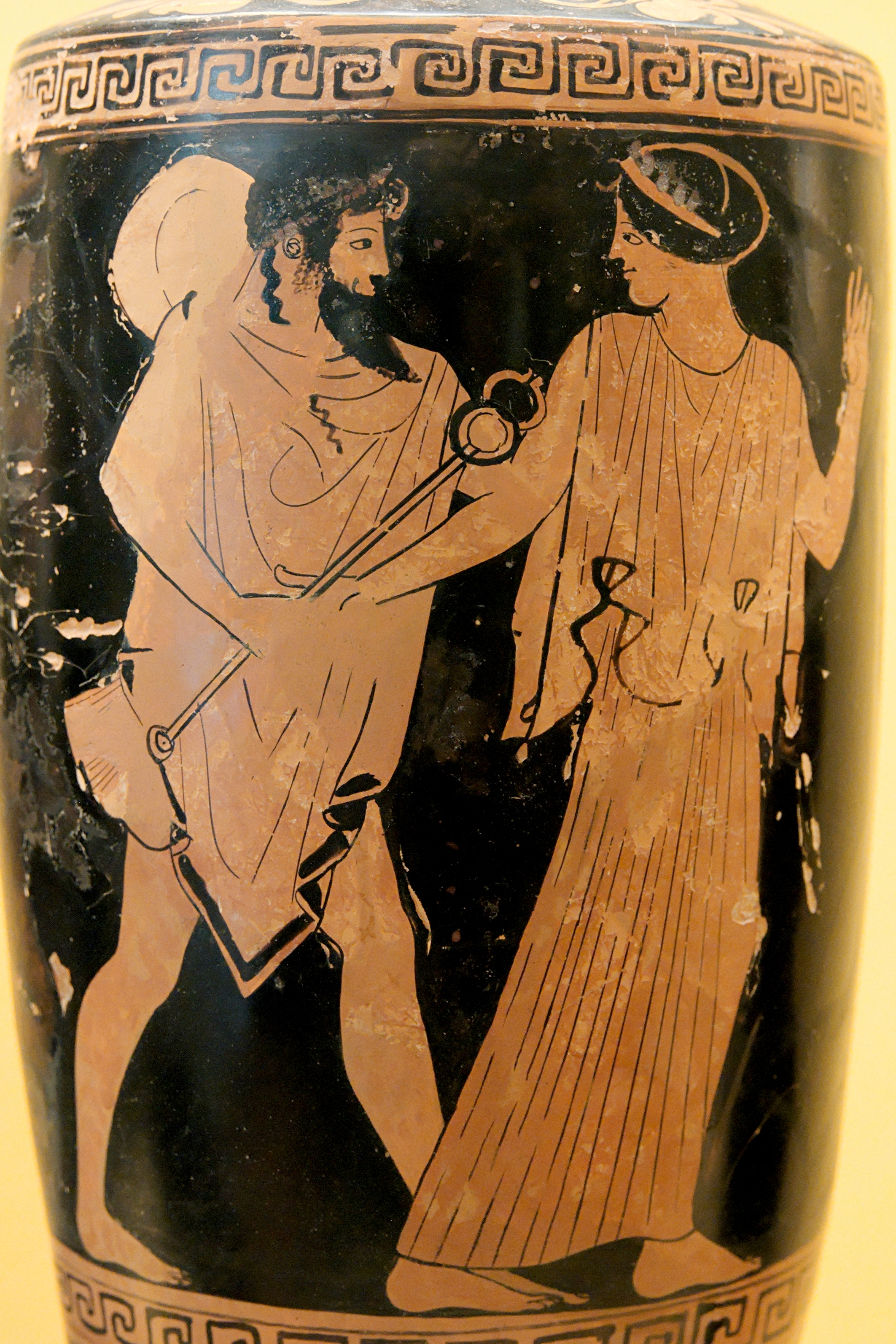
Hermes perseguindo uma jovem, possivelmente Herse. Detalhe de um lécito anônimo, c. Museu Arqueológico Nacional da Espanha, Madrid